# Mariano Avellana Lasierra
Mariano Avellana Lasierra C.M.F. (Almudévar, Huesca, España; 16 de abril de 1844-Freirina, Chile, 14 de mayo de 1904) fue un sacerdote y misionero claretiano español-chileno.
Es declarado venerable por el entonces Papa San Juan Pablo II.

## Historia
Fue ordenado sacerdote en 1858 e ingresó a la Congregación de los Misioneros Claretianos. 
En 1870 Fue enviado a Santiago de Chile, como misionero, rumbo al norte, fue párroco de Carrizal Alto, cerca de Chañaral (1862-1903), donde hizo una profunda actividad pastoral entre las familias más pobres y en los mineros del cobre y del salitre. Durante su estancia en Chile, misionó desde Arica hasta la Araucanía.
Murió en Freirina, en 1904, durante su misión número 700, a la edad de 60 años, fue declarado Venerable por el Papa Juan Pablo II el 23 de octubre de 1987, y está a la espera de la comprobación de un milagro para ser declarado Santo. 
Sus restos mortales fueron trasladados a la «Basílica del Corazón de María», en el centro de Santiago de Chile, donde está la sede provincial de los Padres Claretianos en Chile.